# 朝鮮民主主義人民共和国の道路標識
朝鮮民主主義人民共和国の道路標識（ちょうせんみんしゅしゅぎじんみんきょうわこくのどうろひょうしき）では、朝鮮民主主義人民共和国の道路に設置されている道路標識板について説明する。

## 種類
- 警告標識 : 日本における警戒標識に相当する。
- 禁止標識 : 日本における規制標識に相当する。
- 指示標識
- 案内標識

## 標識一覧

### 警告標識

横断歩道あり
この先住宅地
トンネルあり
踏切あり（遮断機なし）
路面電車注意
その他の危険

### 禁止標識

通行止
乗用車通行禁止
全ての規制解除
歩行者通行止め
駐停車禁止
駐車禁止
ゆずれ

### 指示標識

横断歩道
右側へ進め
ロータリー
歩行者専用道路
警笛鳴らせ
最低速度
自転車専用道路
歩行者及び自転車通行道路
転回可能
進行方向別通行区分

## 標識の一覧

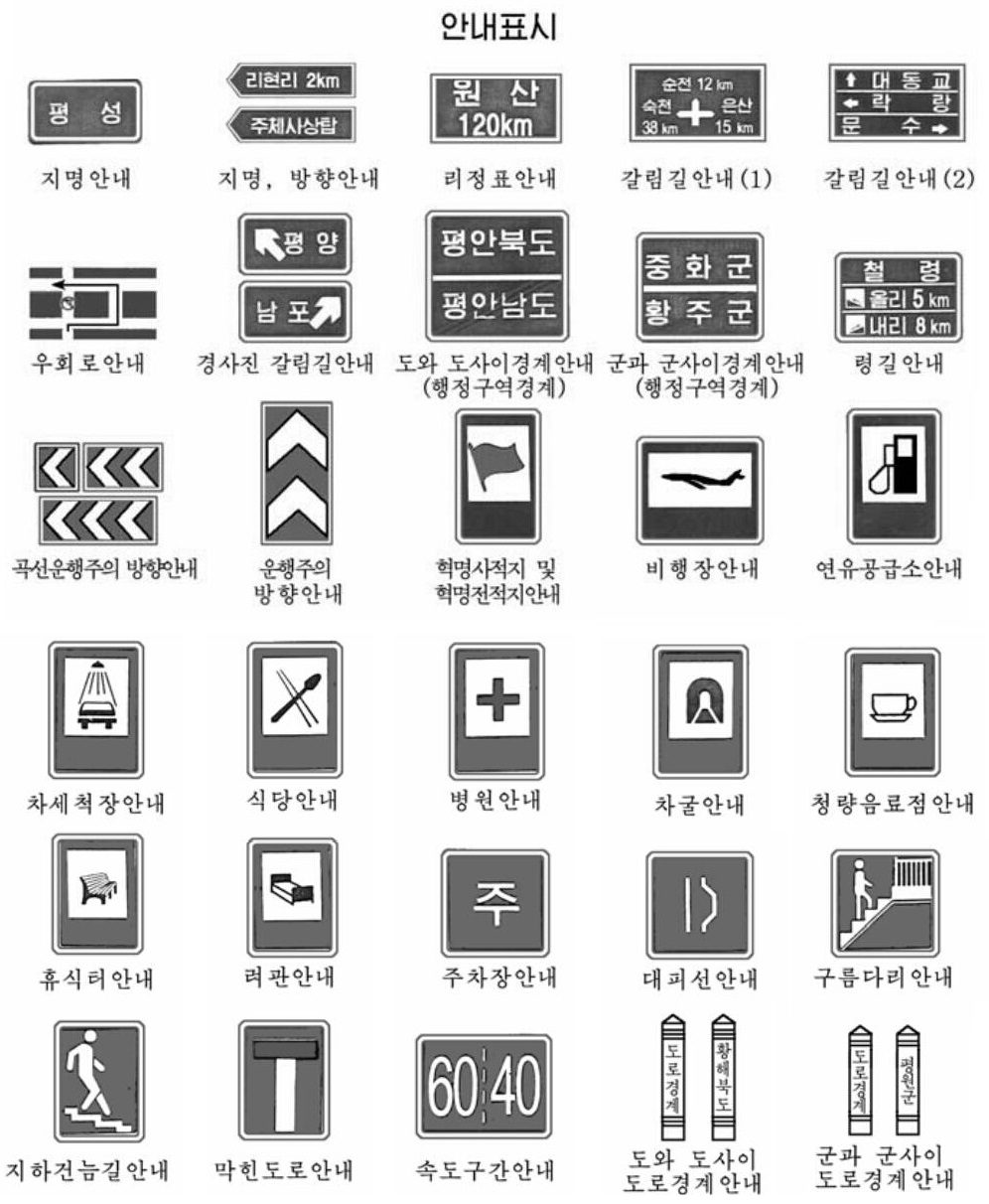
案内標
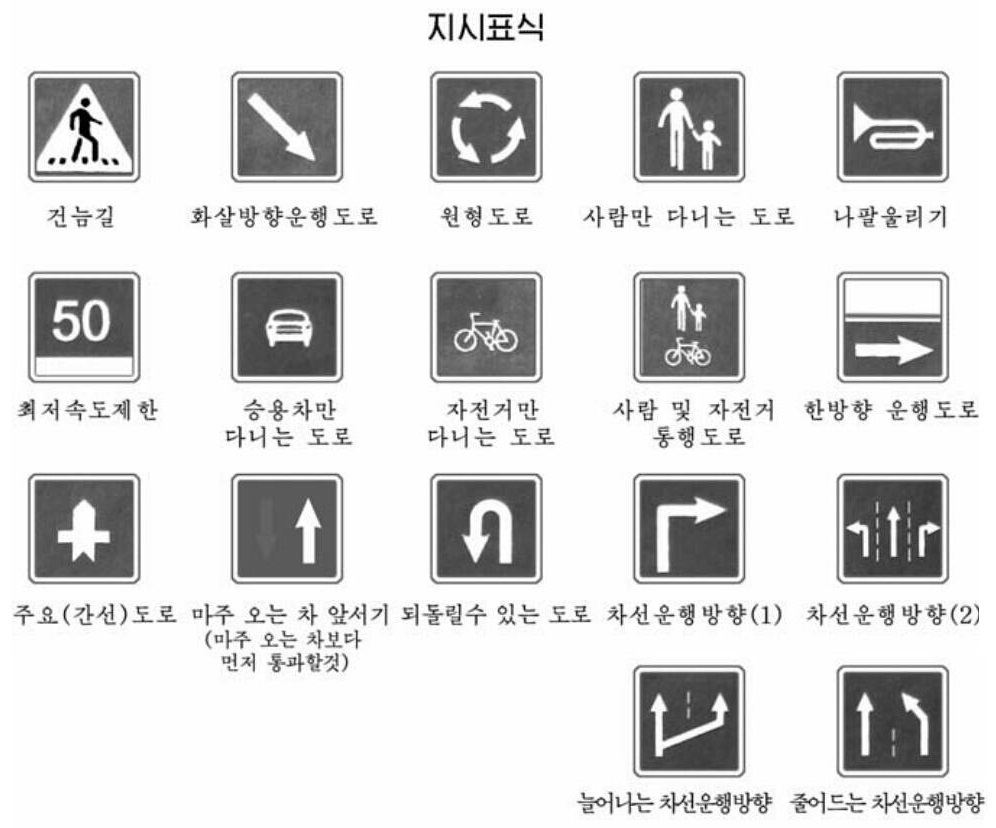
指示標識
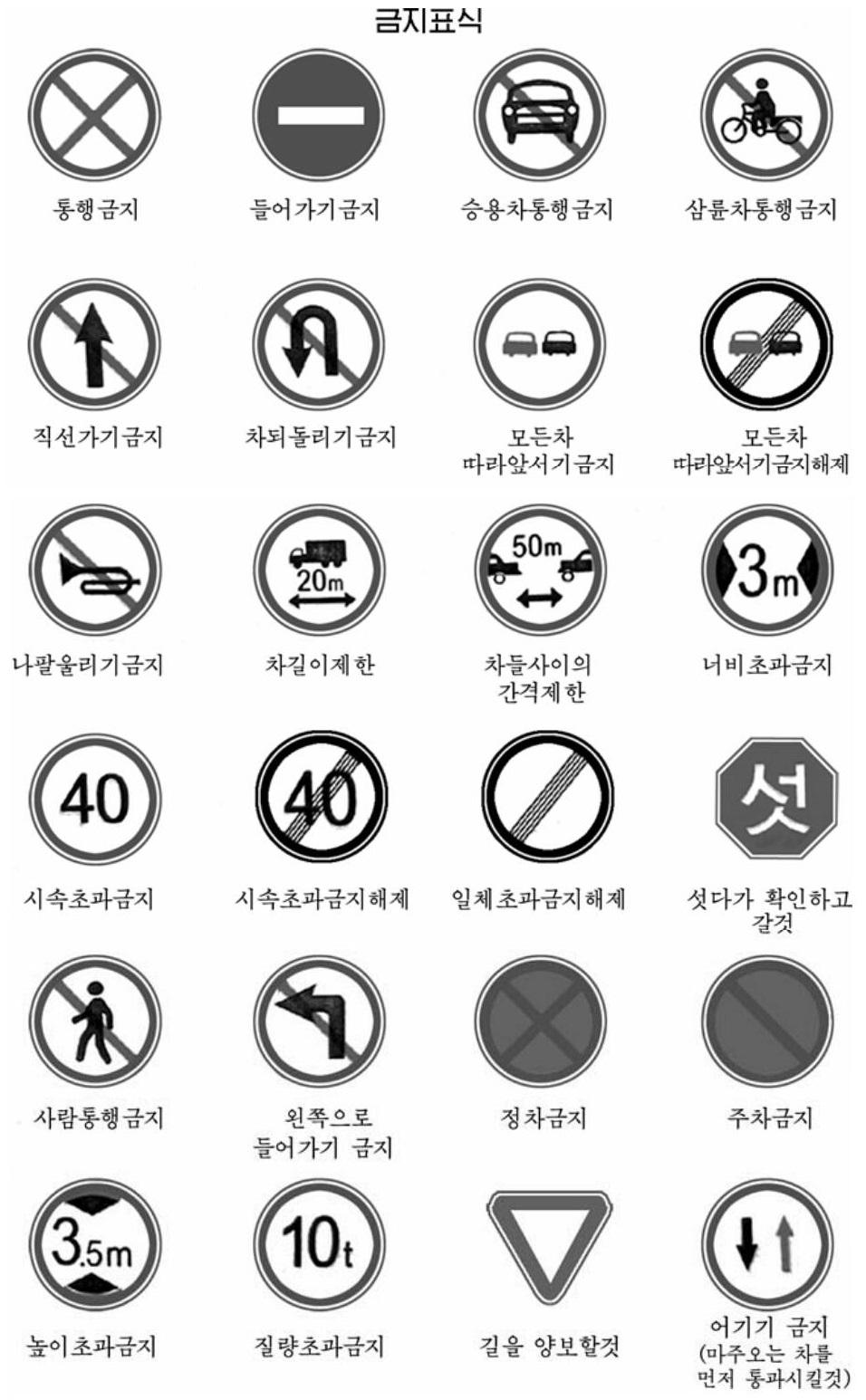
禁止標識
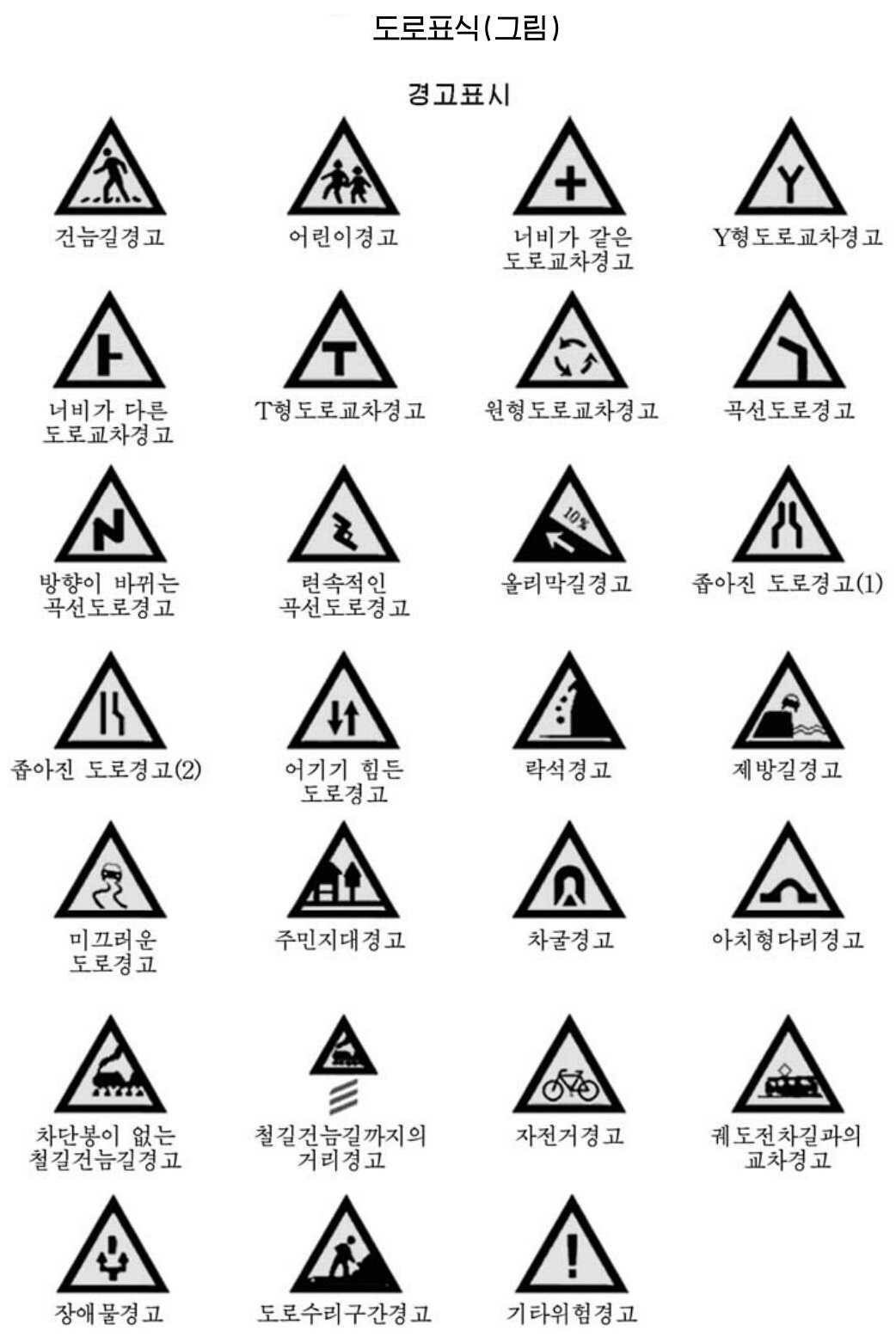
標識